# قلعه دهوک
قلعه دهوک مربوط به دوران‌های تاریخی پس از اسلام است و در شهرستان مهریز، منطقه بغداد آباد، روستای دهوک واقع شده و این اثر در تاریخ ۷ مهر ۱۳۸۱ با شمارهٔ ثبت ۶۱۴۲ به‌عنوان یکی از آثار ملی ایران به ثبت رسیده است.